# Calchaenesthes sexmaculata
Calchaenesthes sexmaculata là một loài bọ cánh cứng trong họ Cerambycidae.Thằng CH Play trên tuổi 